# Comuna Coșna, Suceava
Coșna este o comună în județul Suceava, la limita între regiunile istorice Bucovina și Transilvania, România, formată din satele Coșna (reședința), Podu Coșnei, Românești, Teșna și Valea Bancului.
Localitatea este cunoscută încă din 1410, fiind înglobată în dania domnitorului Alexandru cel Bun făcută mănăstirii Moldovița, aparținând satului Dorna. Hotarele comunei coincid în zonele de N, V și S cu hotarele dintre Moldova și Transilvania existente pâna in 1769, anul în care comuna a fost încorporată districtului militar al Rodnei, fără a fi cuprinsă în comunele grănicerești. Ca localitate de graniță, Coșna a aparținut Ardealului, aflat sub regim austriac, până în 1867, în stăpânirea Ungariei dualiste până la Marea Unire din 1918, în județul Năsăud până în 1926, în județul Câmpulung până în 1940 și sub ocupație maghiară până în 1944. Reintegrată în județul Câmpulung până în 1952, Coșna a făcut parte din raionul Vatra Dornei până în februarie 1968, când, prin reforma teritorial-administrativă, a devenit sat al comunei Dorna Candrenilor. A redevenit comună în septembrie 2003, baza Legii nr. 378 din 2003. Arhivat în 27 august 2007, la Wayback Machine..
Comuna Coșna este amplasată în sud-vestul județului Suceava, la 14 km de mun. Vatra Dornei, la 126 km de mun. Suceava și la 70 km de mun. Bistrița. Se învecinează la nord cu comunele Cârlibaba și Iacobeni, la sud cu comunele Poiana Stampei și Ilva Mare (jud. Bistrița Năsăud), la est cu com. Dorna Candrenilor și la vest cu com. Lunca Ilvei (jud. Bistrița Năsăud).
Localitatea este situată, din punct de vedere morfologic, în provincia muntoasă alpino-carpatică, subprovincia Caraților sud-estici, ținutul Carpaților Orientali, subținutul treptei marginale estice, sectorul nordic, aparținând părții de sud-vest a subdistrictului Munților Suhard și bazinelor hidrografice estice. Perimetrul se învecineaza în partea de vest cu Munceii Bârgăului, în partea de nord cu Munții Maramureșului, în partea de nord-vest cu Masivul Rodnei, în partea de est cu Munții Suhard iar în partea de sud și sud-est cu Bazinul Dornelor. Principalele culmi și vârfuri ce străjuiesc comuna sunt Vâlfa Mare (1316 m), Fundoaia (1150 m), Măgura Coșnei (1256 m), Făgețel (1255 m), Fărăoane (1715 m), Tarnița (1544 m), Vâlfa (1510 m).
Rețeaua hidrografică este tributară râului Dorna, care are ca principali afluenți pâraiele Teșna si Coșna. Pârâul Teșna izvorăște de sub poalele muntelui Măgura Calului și străbate teritoriul comunei de la sud-vest spre nord-vest pe o distanță de cca 13 km, formând hotarul cu com. Poiana Stampei. Are ca principali afluenți pâraiele Cucureasa, Tebeleauca, Fundoaia. Pârâul Coșna (Coșnița) izvorăște de sub muntele Suhard, străbate teritoriul comunei de la vest spre est pe o distanță de cca 19 km și primește ca afluenți pâraiele Netedu, Rogojan, Paluta, Bâtci, Deaca, Băncușor, Făgețel, Ciotina.
Sub aspect climatic, localitatea este situată spre extremitatea nord-estică a Provinciei central-europene, cu un climat temperat-moderat-continental, suportând și unele influențe ale climatului continental din est și ale celui subbaltic (boreal) de nord. Prin altitudinile prezente, zona se include în ținutul climatic al munților mijlocii de la periferia acestei provincii, caracterizată printr-un climat temperat-boreal montan de tip subalpin. Temperatura medie anuală a aerului este în jur de +4 °C, temperatura medie maximă se înregistrează în luna august (+21,4 °C), iar temperatura medie minimă în luna ianuarie (-12,4 °C). Cantitatea medie multianuală a precipitațiilor este în jur de 700 mm. Perioada de îngheț începe de obicei în a doua decadă a lunii octombrie și se termină în prima decadă a lunii aprilie.

## Descrierea stemei
Stema comunei Coșna se compune dintr-un scut triunghiular cu marginile rotunjite, împărțit în căprior (chevron). În partea superioară, pe fond argintiu, se află o cruce neagră, având în vârf o săgeată, flancată de doi urși. În partea inferioară, pe fond verde, se află un cerc argintiu undat de valuri albastre. Scutul este trimbrat de o coroană murală de argint cu un turn crenelat.
Semnificațiile elementelor însumate:
Crucea neagră, terminată în vârf de săgeată, reprezintă un stâlp de vamă, amintind de faptul că această localitate, în timpul ocupațiilor străine, era punct de graniță. Cei doi urși care flanchează crucea și câmpul verde simbolizează bogăția cinegetică și silvică a zonei. Cercul marcat de valuri albastre semnifică prezența izvoarelor de ape minerale în zonă.
Coroana murală cu un turn crenelat semnifică faptul că localitatea are rangul de comună.

## Demografie
Componența etnică a comunei Coșna
     Români (94,44%)
     Alte etnii (5,56%)
Componența confesională a comunei Coșna
     Ortodocși (92,75%)
     Penticostali (1,1%)
     Alte religii (0,59%)
     Necunoscută (5,56%)
Conform recensământului efectuat în 2021, populația comunei Coșna se ridică la 1.366 de locuitori, în scădere față de recensământul anterior din 2011, când fuseseră înregistrați 1.453 de locuitori. Majoritatea locuitorilor sunt români (94,44%). Din punct de vedere confesional, majoritatea locuitorilor sunt ortodocși (92,75%), cu o minoritate de penticostali (1,1%), iar pentru 5,56% nu se cunoaște apartenența confesională..

## Politică și administrație
Comuna Coșna este administrată de un primar și un consiliu local compus din 9 consilieri. Primarul, Gavril Pardău[*], de la Partidul Social Democrat, este în funcție din 2012. Începând cu alegerile locale din 2024, consiliul local are următoarea componență pe partide politice:
|  | Partid                          | Consilieri | Componența Consiliului | Componența Consiliului | Componența Consiliului | Componența Consiliului | Componența Consiliului | Componența Consiliului |
|  | ------------------------------- | ---------- | ---------------------- | ---------------------- | ---------------------- | ---------------------- | ---------------------- | ---------------------- |
|  | Partidul Social Democrat        | 6          |                        |                        |                        |                        |                        |                        |
|  | Partidul Național Liberal       | 2          |                        |                        |                        |                        |                        |                        |
|  | Alianța pentru Unirea Românilor | 1          |                        |                        |                        |                        |                        |                        |

## Recensământul din 1930
Componența etnică a comunei Coșna
     Români (95%)
     Germani (3%)
     Maghiari (1,2%)
     Ruși (0,8%)
Componența confesională a comunei Coșna
     Ortodocși (95%)
     Romano-catolici (3,3%)
     Greco-catolici (1,7%)
Conform recensământului efectuat în 1930, populația comunei Coșna se ridica la 815 locuitori. Majoritatea locuitorilor erau români (95,0%), cu o minoritate de germani (3,0%), una de ruși (0,8%) și una de maghiari (1,2%). Din punct de vedere confesional, majoritatea locuitorilor erau ortodocși (95,0%), dar existau și romano-catolici (3,3%) și greco-catolici (1,7%).